# Motorescorte

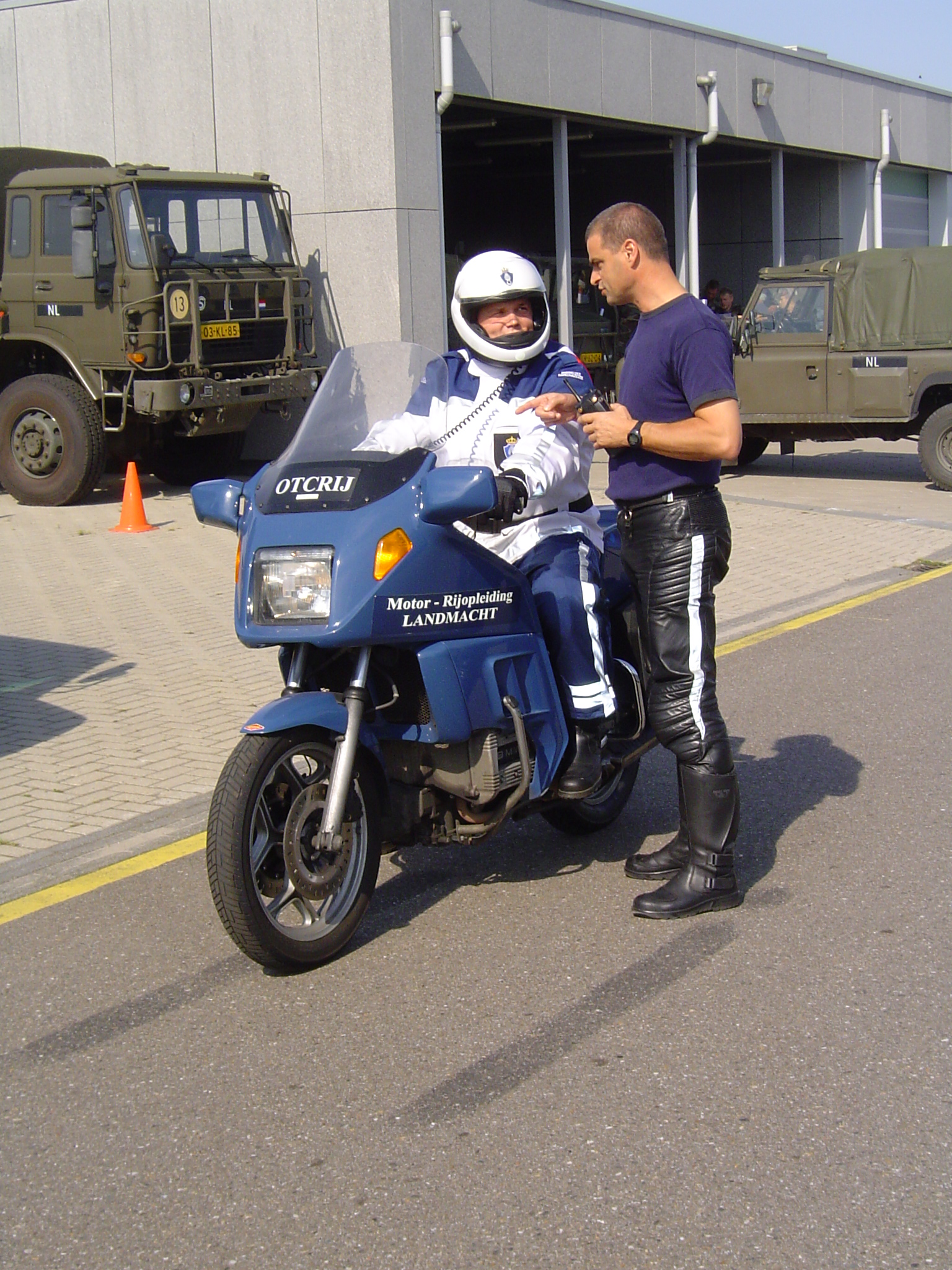
Oude escorte-motoren krijgen een tweede jeugd in de motoropleiding van de Koninklijke Marechaussee

Een motorescorte is een groep motorrijders van politie of Koninklijke Marechaussee ter begeleiding of beveiliging van een staatshoofd of belangrijk persoon. 
In het algemeen wordt de begeleiding van leden van het Koninklijk Huis verzorgd door de Koninklijke Marechaussee. In tegenstelling tot de verkeersregelaars, die witte motorfietsen met blauwe en rode strepen gebruiken, zijn de motorfietsen van het motorescorte stemmig donkerblauw, maar wel voorzien van zwaailichten en meertonige hoorns.
Met deze motorfietsen wordt altijd langzaam gereden (in het algemeen de snelheid van een stoet met rijtuigen). Vanwege dit enigszins houterige stapvoets rijden worden deze motorrijders door collega's weleens spottend het Houten Klazen Team genoemd.
Bij het begeleiden van een ambulance of vip met als doel de rit zo soepel mogelijk te maken, spreekt men ook wel van glijdend transport.